# 深圳的轨道交通系统
深圳的轨道交通系统为在广东省深圳市运行的所有城市轨道交通线路，主要由以下几部分组成：
- 高运量铁路系统，包括深圳地铁[1]、穗深城际铁路[2]；

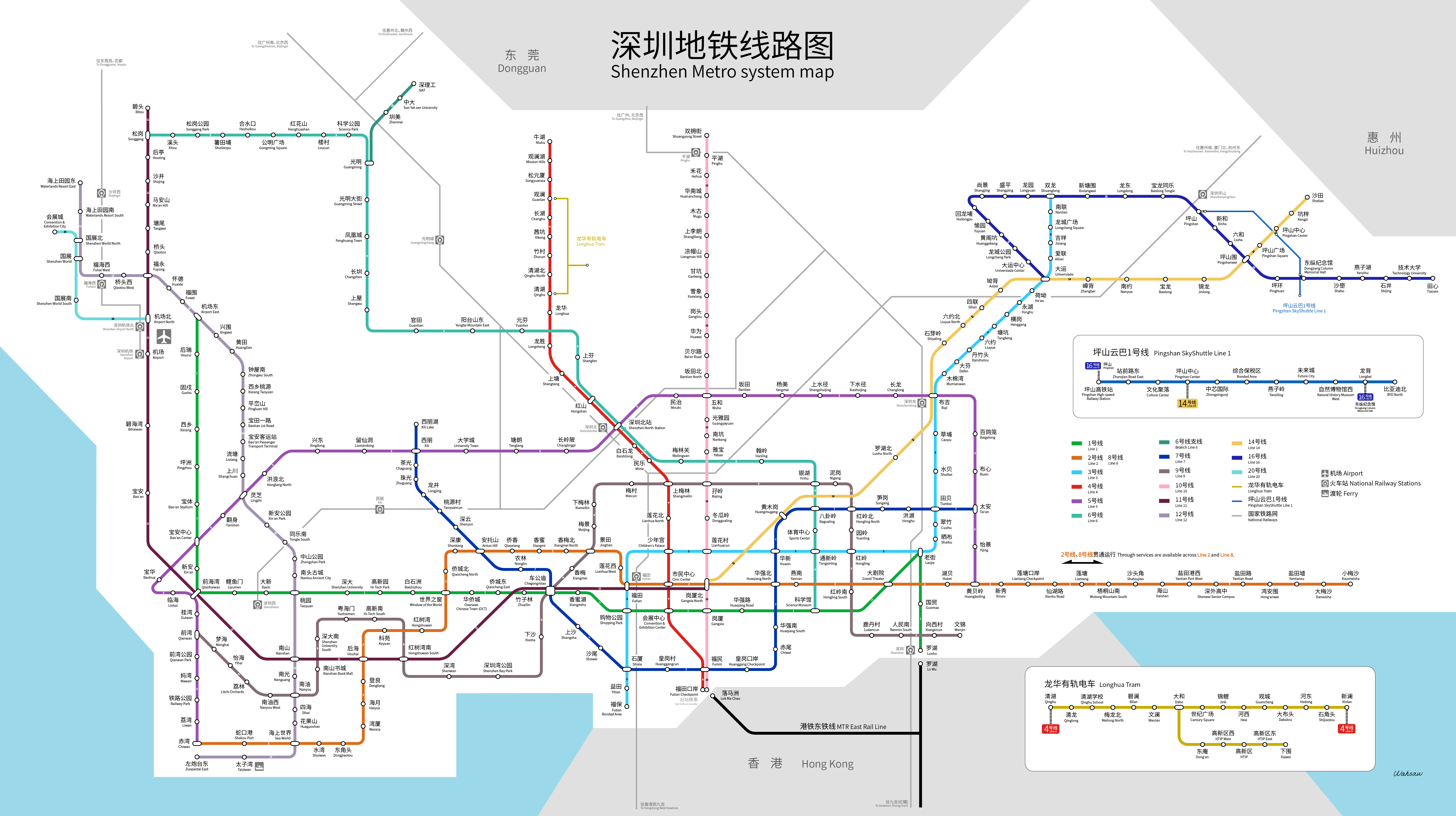
深圳轨道交通网（标示了深圳地铁、穗深城际铁路和深圳有轨电车线路）

- 中低运量铁路系统，现有深圳有轨电车。

## 高运量铁路系统
深圳地铁开通于2004年12月28日，向深圳市的9个市辖区提供旅客运输服务。共有16条线路，总长约547.38公里，均为地铁制式，分别由深圳地铁运营集团有限公司和港铁轨道交通（深圳）有限公司运营。票价按里程分段计算，起步价2元（使用深圳通可享95折优惠，深圳通学生卡可享半价优惠）；在不同公交系统间换乘可享0.4元/人次的换乘优惠（乘坐11号线商务车厢不参与上述优惠）；除使用各种交通卡以外，也可使用多种手机程序支付码扫码过闸乘车；65岁及以上老年人（户籍、国籍不限）可凭身份证或深圳市老龄委核发的有效证件免费乘坐；另发行一日票（票价25元）。
穗深城际铁路属于珠江三角洲地区城际轨道交通系统，开通于2020年11月30日，其中深圳段设4座车站（沙井西站、福海西站、深圳机场北站、深圳机场站），由中国铁路广州局集团运营，采取“公交化”运行模式。可在深圳机场北站和深圳机场站换乘地铁11号线（换乘地铁站分别为机场北站和机场站）。全线只售自由席车票，另可手机支付宝支付码扫码乘车。

## 中低运量铁路系统
深圳有轨电车现有龙华有轨电车，开通于2017年10月28日，长约11.7公里，设站20座，由深圳市现代有轨电车有限公司运营。龙华有轨电车分为主线和支线，主线由清湖站至新澜站，支线由大和站至下围站，设清湖至新澜、清湖至下围、清湖至大和三条运行交路。可在清湖站和新澜站换乘地铁4号线（换乘地铁站分别为清湖站和观澜站）。实行全程一票制，票价2元。有售票机出售纸质二维码单程票，以及读卡、扫码等多种购票方式；使用深圳通可享95折优惠，深圳通学生卡可享半价优惠，在不同公交系统间换乘可享0.4元/人次的换乘优惠。